# ABO (텔레비전 채널)
ABO는 대한민국의 기업인 오리엔탈 콘텐츠 그룹이 운영했던 텔레비전 유료 방송 채널이다.

## 개요
2004년 11월에 무협물 전문 채널로 개국하였으나, 2011년 1월에 중국어 교육 프로그램을 전문적으로 방송하는 차이나원으로 변경되었다.